# Hospital do Andaraí
O Hospital Municipalizado do Andaraí é um hospital público vinculado à Prefeitura do Rio, localizado no bairro de Andaraí, no Rio de Janeiro.

## Histórico
O Hospital Federal do Andaraí (HFA) foi inaugurado em 1945 como Clínica de São Jorge.[carece de fontes?] Em 1955, passou a se denominar Hospital dos Marítimos, tendo sido integrado ao Instituto Nacional de Previdência Social - INPS (atual Instituto Nacional de Seguridade Social - INSS) em 1967. Em 2000, foi municipalizado mas reassumido em 2005 pelo Ministério da Saúde.
Em junho de 2017, o atendimento no setor de emergência do Hospital, na Zona Norte do Rio, foi suspenso temporariamente até que sejam emitidos laudos técnicos do Corpo de Bombeiros e do Conselho Regional de Engenharia e Agronomia do Rio de Janeiro (Crea-RJ).
Em julho de 2017, sendo reaberto depois que foi verificada fumaça em parte das tomadas. Apenas os casos de extrema gravidade passaram a ser recebidos nas enfermarias do hospital. A unidade tem o maior número de atendimentos de emergência na rede federal no Rio. Em agosto do mesmo ano, seu centro para tratamento de queimaduras, área no qual o hospital era considerado uma referência, foi desativado.
Em março de 2020, houve um fechamento da enfermaria pediátrica do Hospital, devido à falta de médicos no setor. Além disso, afirmam que o diretor do Hospital do Andaraí prometeu, há 2 meses, a contratação de novos médicos, mas as equipes nunca chegaram à unidade.
Em dezembro de 2024, o Ministério da Saúde transferiu a administração da unidade para a Prefeitura do Rio de Janeiro, como parte do processo de reestruturação dos hospitais federais da cidade, sendo renomeado como Hospital Municipalizado do Andaraí.

## Localização
O complexo hospitalar do Hospital Municipalizado do Andaraí está localizado na Rua Leopoldo, 280, em Andaraí, Zona Norte da Cidade do Rio de Janeiro.

## Caracterização
O hospital conta atualmente com, aproximadamente, 248 leitos em funcionamento, oferecendo serviços como:
- Serviço de Emergência;
- Cirurgia Cardíaca;
- Cirurgia Geral;
- Cirurgia Plástica;
- Cirurgia Torácica;
- Cirurgia Vascular;
- Neurocirurgia;
- Cardiologia;
- Pneumologia;
- Psicologia;
- Odontologia;
- Ortopedia e Traumatologia
- Reumatologia;
- Urologia;
- UTI Adulto.
- Fitoterapia